# Team building

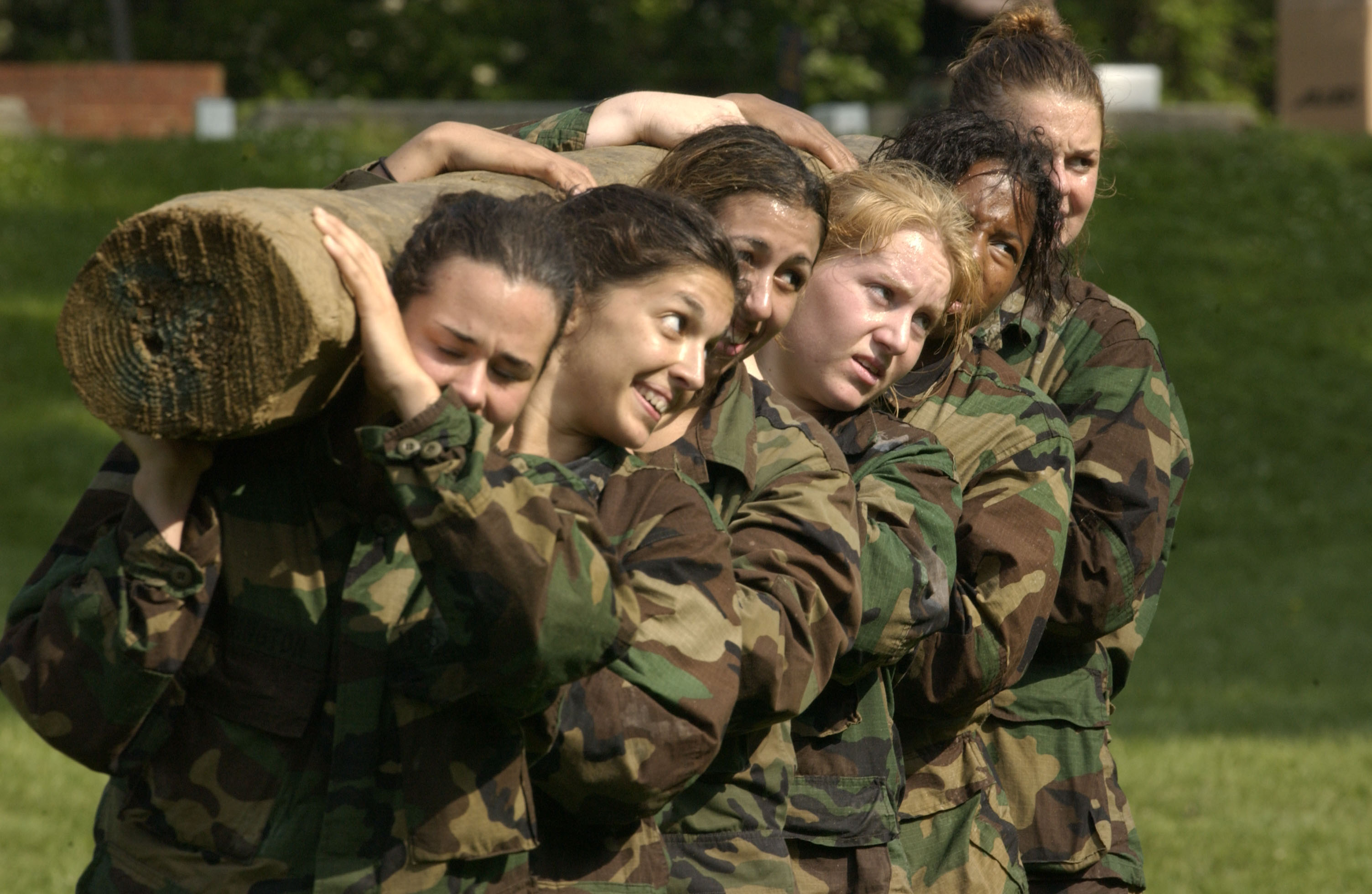
Żołnierze amerykańscy podczas treningu pracy zespołowej, ćwiczenie z noszeniem kłody

Team building (z ang., budowanie zespołu) – wszelkiego rodzaju formy integracji grupy sprawiające, że poszczególni jej członkowie wzajemnie poznają swoje mocne i słabe strony, poznają się nawzajem, definiują wzajemne role zespołowe lub uczą współpracy w swoim zespole. Team building to celowo zorganizowane zajęcia, które powodują wzbogacenie relacji w grupie, budowanie tej grupy, integrowanie i nawiązywanie między jej członkami współpracy, zaufania, a nawet przyjaźni, poznawanie siebie nawzajem poza codziennym kontekstem.
Według Kodeksu Outdooru, zdefiniowanego przez Polskie Stowarzyszenie Trenerów Outdoor, team building to wszelkie formy integrowania członków zespołów, wzmacniania relacji i społecznych więzi zespołowych oraz poprawiania efektywności zespołu, mające formę interaktywnych zadań, eksperymentów, ćwiczeń lub warsztatów zespołowych zorientowanych na współpracę w realnym działaniu.
Team building rozwija, pogłębia, ale przede wszystkim integruje i buduje zespół. Pomaga rozwiązywać problemy komunikacyjne w zespole i poprawić skuteczność jego działania poza murami biura. To rodzaj określonych w odpowiednim porządku i logicznie dobranych gier integracyjnych (terenowych, miejskich). W tego typu aktywności konieczny jest dobór odpowiednich i konkretnych ćwiczeń, tematyki dyskusji wraz z ich poziomem zaawansowania w zależności od tego co chcemy osiągnąć. Wspólne pokonywanie przeszkód, zaliczanie zadań kształtują umiejętności nawiązania kontaktu z ludźmi, budowania i utrzymywania długotrwałych relacji, rozumienia i akceptowania odmiennych zachowań, pod warunkiem poddania ich odpowiedniej refleksji (najlepiej przy wsparciu trenera).
Najistotniejsze elementy team buildingu:
- budowanie zespołu z ludzi, którzy dopiero się poznają
- rozwój silnych i rozwiązywanie najważniejszych problemów
- integracja dwóch zespołów w jedną całość
- utrzymanie i podnoszenie energii zespołu
- kreowanie relacji pomiędzy zespołami (działami)
- kreowanie współpracy pomiędzy zespołami (działami)
- rozwiązywanie istniejących problemów i konfliktów

Cele team buildingu:
- dopasowanie celów i oczekiwań kadry menedżerskiej oraz członków zespołu
- poznanie tajemnicy przewodzenia zespołowi skierowanemu na sukces
- wypracowanie satysfakcji z przynależności do zespołu
- zrozumienie na czym polega współpraca i zaufanie
- skuteczne pokonywanie problemów zewnętrznych
- dokonanie diagnozy własnej i twojego zespołu
- umiejętność podziału ról w zespole
- dobra zabawa

Według badań, w ramach wyjazdów team building, pracodawcy realizują najczęściej następujące cele:
- Integracja pracowników w zespole – od strony pozazawodowej – 65% projektów
- Kształtowanie postaw prozespołowych – 54%
- Kształcenie umiejętności współpracy i komunikacji – 43%
- Rozwiązywanie konfliktów w zespole – 21%
- Tworzenie nowego zespołu – 16%
- Budowanie zespołów międzykulturowych – 11%
- Inne – 12%

(badani mogli zaznaczyć więcej niż 1 odpowiedź)

## Formy i rodzaje team buildingu
Team building może przyjmować różne formy, dostosowane do potrzeb organizacji oraz celów, jakie mają zostać osiągnięte. Do najpopularniejszych aktywności team buildingowych należą warsztaty tematyczne, zadania scenariuszowe, gry miejskie, a także bardziej formalne formy, jak szkolenia integracyjne. Różnorodność form team buildingu umożliwia dostosowanie działań do specyfiki zespołu oraz poziomu zaawansowania uczestników. Przykładem bardziej zaawansowanych działań są symulacje biznesowe, które wymagają od zespołów wspólnego podejmowania decyzji w trudnych sytuacjach, co sprzyja rozwijaniu umiejętności współpracy pod presją czasu.